# Flaga Wyspy Bożego Narodzenia
Flaga Wyspy Bożego Narodzenia – przedstawia Krzyż Południa identyczny jak na fladze Australii, co przypomina o związkach z tym krajem. Błękit odzwierciedla Ocean Indyjski, a zieleń lasy tropikalne. W centrum umieszczono krąg słoneczny z mapą Wyspy Bożego Narodzenia. W części swobodnej, endemiczny faeton żółtodzioby (łac. Phaeton lepturus). Flaga ma proporcje 1:2.
Zaprojektowana w roku 1986. Oficjalnie przyjęta 26 stycznia 2002.